# سان رامون (کالیفرنیا)
سان رامون (به انگلیسی: San Ramon) شهری در شهرستان کنترا کوستا ایالت کالیفرنیا است که در سرشماری سال ۲۰۱۰ میلادی، ۷۲۱۴۸ نفر جمعیت داشته است.